# Martin Sonnerer
Martin Sonnerer (Bressanone, 12 marzo 1992) è un ex pallamanista italiano.

## Carriera
Cresciuto nelle giovanili del Brixen, esordisce in prima squadra durante la stagione 2009-2010, che si concluderà con la promozione in Serie A Élite. Nell'estate del 2016 passa al Bozen, con l'obiettivo dichiarato di vincere lo Scudetto. Al primo anno infatti vince subito lo Scudetto, replicando poi ad ottobre 2017 con la vittoria della Supercoppa. Nel 2019 compie il triplete, vincendo Scudetto, Coppa Italia e Supercoppa.
L'11 dicembre 2021, al 58' della gara contro Secchia Rubiera valevole per la dodicesima giornata di andata, Sonnerer concludendo un contropiede cade male e subisce la rottura del legamento crociato del ginocchio destro: si tratta del secondo infortunio al crociato della sua carriera dopo quello subito nel 2013 al ginocchio sinistro.
Rientrato dall'infortunio Sonnerer chiude l'esperienza al Bozen e ritorna a casa, al Brixen, dove al primo tentativo riesce a vincere la Coppa Italia, primo trofeo con la maglia biancoverde. La sfortuna però no abbandona Sonnerer, che l'11 novembre nella partita contro l'Albatro Siracusa rimane vittima di un nuovo infortunio: a seguito di uno scontro con l'avversario ungherese Neméth è costretto ad uscire in barella;l'esito delle visite evidenzia un infortunio al perone che gli fa chiudere anzitempo il 2023. Rientra tra i convocati per le Final8 di Coppa Italia, competizione che il Brixen vince riconfermandosi campione.
Al termine dei playoff scudetto, persi dal suo Brixen nella serie finale contro la Junior Fasano, si ritira dall'attività agonistica.

## Palmarès
- Campionato italiano di pallamano maschile: 2
Bozen: 2016-17, 2018-19

- Coppa Italia (pallamano maschile): 4
Bozen: 2018-19, 2019-20
Brixen: 2022-23, 2023-24

- Supercoppa italiana (pallamano maschile): 2
Bozen: 2017, 2019

## Statistiche

### Presenze e reti nei club
Statistiche aggiornate al 3 giugno 2024.
| Stagione        | Squadra         | Campionato      | Campionato | Campionato | Coppe nazionali | Coppe nazionali | Coppe nazionali | Coppe continentali | Coppe continentali | Coppe continentali | Altre coppe | Altre coppe | Altre coppe | Totale | Totale |
| Stagione        | Squadra         | Comp            | Pres       | Reti       | Comp            | Pres            | Reti            | Comp               | Pres               | Reti               | Comp        | Pres        | Reti        | Pres   | Reti   |
| --------------- | --------------- | --------------- | ---------- | ---------- | --------------- | --------------- | --------------- | ------------------ | ------------------ | ------------------ | ----------- | ----------- | ----------- | ------ | ------ |
| 2009-2010       | Brixen          | A1              | 4          | 0          | -               | -               | -               | -                  | -                  | -                  | -           | -           | -           | 4      | 0      |
| 2010-2011       | Brixen          | A               | 15         | 3          | CI              | 1               | 0               | -                  | -                  | -                  | -           | -           | -           | 16     | 3      |
| 2011-2012       | Brixen          | A               | 22         | 26         | CI              | 4               | 6               | -                  | -                  | -                  | -           | -           | -           | 26     | 32     |
| 2012-2013       | Brixen          | A               | 17         | 59         | -               | -               | -               | -                  | -                  | -                  | -           | -           | -           | 17     | 59     |
| 2013-2014       | Brixen          | A               | 4          | 33         | -               | -               | -               | -                  | -                  | -                  | -           | -           | -           | 4      | 33     |
| 2014-2015       | Brixen          | A               | 20         | 100        | -               | -               | -               | -                  | -                  | -                  | -           | -           | -           | 20     | 100    |
| 2015-2016       | Brixen          | A               | 21         | 99         | -               | -               | -               | -                  | -                  | -                  | -           | -           | -           | 21     | 99     |
| 2016-2017       | Bozen           | A               | 27         | 111        | CI              | 3               | 11              | -                  | -                  | -                  |             | -           | -           | 30     | 122    |
| 2017-2018       | Bozen           | A               | 29         | 128        | CI              | 3               | 5               | EHFCup             | 2                  | 4                  | SI          | 1           | 1           | 35     | 138    |
| 2018-2019       | Bozen           | A               | 31         | 129        | CI              | 3               | 13              | -                  | -                  | -                  | -           | -           | -           | 34     | 142    |
| 2019-2020       | Bozen           | A               | 19         | 87         | CI              | 3               | 17              | EHFCup             | 2                  | 7                  | SI          | 1           | 3           | 25     | 114    |
| 2020-2021       | Bozen           | A               | 28         | 117        | CI              | 1               | 3               | -                  | -                  | -                  | SI          | 1           | 2           | 30     | 122    |
| 2021-2022       | Bozen           | A               | 10         | 53         | CI              | 0               | 0               | -                  | -                  | -                  | -           | -           | -           | 10     | 53     |
| Totale Bozen    | Totale Bozen    | Totale Bozen    | 144        | 625        |                 | 13              | 49              |                    | 4                  | 11                 |             | 3           | 6           | 164    | 691    |
| 2022-2023       | Brixen          | A               | 17         | 34         | CI              | 3               | 3               | EC                 | 0                  | 0                  | -           | -           | -           | 20     | 37     |
| 2023-2024       | Brixen          | A               | 24         | 76         | CI              | 2               | 0               | EC                 | 4                  | 15                 | SI          | 0           | 0           | 30     | 91     |
| Totale Brixen   | Totale Brixen   | Totale Brixen   | 144        | 430        |                 | 10              | 9               |                    | 4                  | 15                 |             | 0           | 0           | 159    | 454    |
| Totale carriera | Totale carriera | Totale carriera | 288        | 1055       |                 | 22              | 58              |                    | 8                  | 26                 |             | 3           | 6           | 321    | 1145   |

### Cronologia, presenze e reti in nazionale
Aggiornato al 29 aprile 2021
| Data       | Città             | In casa    | Risultato | Ospiti      | Competizione                 | Reti |
| ---------- | ----------------- | ---------- | --------- | ----------- | ---------------------------- | ---- |
| 29-04-2015 | Pristina          | Kosovo     | 22-29     | Italia      | Qual. Euro18                 | 1    |
| 03-05-2015 | Follonica         | Italia     | 35-26     | Kosovo      | Qual. Euro18                 | 3    |
| 10-06-2015 | Conversano        | Italia     | 22-28     | Romania     | Qual. Euro18                 | 1    |
| 14-06-2015 | Reșița            | Romania    | 44-25     | Italia      | Qual. Euro18                 | 1    |
| 04-11-2015 | Lavis             | Italia     | 27-19     | Finlandia   | Qual. Mondiali 2017          |      |
| 08-11-2015 | Călărași          | Romania    | 35-22     | Italia      | Qual. Mondiali 2017          |      |
| 02-11-2016 | Siracusa          | Italia     | 26-19     | Georgia     | Qual. Euro20                 | 2    |
| 06-11-2016 | Tbilisi           | Georgia    | 25-28     | Italia      | Qual. Euro20                 |      |
| 23-06-2018 | Tarragona         | Croazia    | 30-26     | Italia      | Giochi del Mediterraneo 2018 |      |
| 25-06-2018 | Tarragona         | Italia     | 32-38     | Algeria     | Giochi del Mediterraneo 2018 | 6    |
| 24-10-2018 | Mosca             | Russia     | 34-20     | Italia      | Qual. Euro20                 | 4    |
| 27-10-2018 | Padova            | Italia     | 22-30     | Ungheria    | Qual. Euro20                 | 1    |
| 10-04-2019 | Faenza            | Italia     | 26-23     | Slovacchia  | Qual. Euro20                 | 7    |
| 14-04-2019 | Považská Bystrica | Slovacchia | 23-26     | Italia      | Qual. Euro20                 | 4    |
| 13-06-2019 | Busto Arsizio     | Italia     | 23-30     | Russia      | Qual. Euro20                 | 4    |
| 16-06-2019 | Kecskemét         | Ungheria   | 32-29     | Italia      | Qual. Euro20                 | 7    |
| 10-01-2019 | Benevento         | Italia     | 28-28     | Kosovo      | Qual. Mondiali 2021          | 2    |
| 11-01-2019 | Benevento         | Georgia    | 28-25     | Italia      | Qual. Mondiali 2021          | 4    |
| 12-01-2020 | Benevento         | Italia     | 24-29     | Romania     | Qual. Mondiali 2021          | 2    |
| 07-01-2021 | Chieti            | Italia     | 28-17     | Lettonia    | Qual. Euro22                 | 1    |
| 10-01-2021 | Valmiera          | Lettonia   | 31-29     | Italia      | Qual. Euro22                 | 2    |
| 29-04-2021 | Chieti            | Italia     | 31-32     | Bielorussia | Qual. Euro22                 | 4    |
| Totale     |                   | Presenze   | 21        |             | Reti                         | 56   |